# العلاقات الساموية الموزمبيقية
العلاقات الساموية الموزمبيقية هي العلاقات الثنائية التي تجمع بين ساموا وموزمبيق.

## مقارنة بين البلدين
هذه مقارنة عامة ومرجعية للدولتين:
| وجه المقارنة                                              | ساموا                        | موزمبيق          |
| --------------------------------------------------------- | ---------------------------- | ---------------- |
| المساحة (كم2)                                             | 2.84 ألف                     | 801.59 ألف       |
| عدد السكان (نسمة)                                         | 196.44 ألف                   | 29.67 مليون      |
| الكثافة السكانية (ن./كم²)                                 | 69.17                        | 37.01            |
| العاصمة                                                   | أبيا                         | مابوتو           |
| اللغة الرسمية                                             | لغة إنجليزية، اللغة الساموية | اللغة البرتغالية |
| العملة                                                    | تالا ساموي                   | متكال موزمبيقي   |
| الناتج المحلي الإجمالي (بليون دولار)                      | 856.63 مليون                 | 12.33 مليار      |
| الناتج المحلي الإجمالي (تعادل القوة الشرائية) بليون دولار | 1.15 مليار                   | 33.35 مليار      |
| الناتج المحلي الإجمالي الاسمي للفرد دولار أمريكي          | 3.94 ألف                     | 529              |
| الناتج المحلي الإجمالي للفرد دولار أمريكي                 | 5.79 ألف                     | 1.13 ألف         |
| مؤشر التنمية البشرية                                      | 0.702                        | 0.416            |
| رمز المكالمات الدولي                                      | +685                         | +258             |
| رمز الإنترنت                                              | .ws                          | .mz              |
| المنطقة الزمنية                                           | ت ع م+13:00                  | ت ع م+02:00      |

## منظمات دولية مشتركة
يشترك البلدان في عضوية مجموعة من المنظمات الدولية، منها:
| علم المنظمة | اسم المنظمة                                 | تاريخ انضمام ساموا | تاريخ انضمام موزمبيق |
| ----------- | ------------------------------------------- | ------------------ | -------------------- |
|             | الاتحاد البريدي العالمي                     | ?                  | ?                    |
|             | مؤسسة التنمية الدولية                       | 28 يونيو 1974      | 24 سبتمبر 1984       |
|             | دول الكومنولث                               | ?                  | 1995                 |
|             | منظمة التجارة العالمية                      | ?                  | ?                    |
|             | الأمم المتحدة                               | 15 ديسمبر 1976     | 16 سبتمبر 1975       |
|             | منظمة حظر الأسلحة الكيميائية                | ?                  | ?                    |
|             | وكالة ضمان الاستثمار متعدد الأطراف          | 27 سبتمبر 2002     | 23 نوفمبر 1994       |
|             | منظمة الشرطة الجنائية الدولية               | ?                  | ?                    |
|             | مجموعة دول أفريقيا والكاريبي والمحيط الهادئ | ?                  | ?                    |
|             | مؤسسة التمويل الدولية                       | 28 يونيو 1974      | 24 سبتمبر 1984       |
|             | الاتحاد الدولي للاتصالات                    | 7 أكتوبر 1988      | 4 نوفمبر 1975        |
|             | البنك الدولي للإنشاء والتعمير               | 28 يونيو 1974      | 24 سبتمبر 1984       |
|             | المركز الدولي لتسوية المنازعات الاستشارية   | 25 مايو 1978       | 7 يوليو 1995         |
|             | يونسكو                                      | 3 أبريل 1981       | 11 أكتوبر 1976       |

## وصلات خارجية
- موقع وزارة الخارجية الموزمبيقية